# 이동 통신망 사업자
이동 통신망 사업자, 이동통신사(Mobile network operator, MNO), 무선 서비스 제공자(wireless service provider)는 전파 스펙트럼 할당, 무선 네트워크 인프라, 백홀 인프라, 청구, 고객 관리, 컴퓨터 시스템의 프로비저닝, 마케팅 등을 포함하여 최종 사용자에게 서비스를 판매하고 전달하는데 필수적인 모든 요소를 소유하고 통제하는 무선 통신 서비스들의 제공자이다.
자체 브랜드로 소매 서비스를 제공함으로써 소득을 얻기도 하지만, 그 외에도 이동 통신망 사업자는 가상 이동 통신망 사업자(MVNO, 알뜰폰)에게 네트워크 서비스 접근권을 판매하기도 한다.

## 사업자
자체 브랜드로 소매 서비스를 제공하여 수익을 얻는 것 외에도 이동 통신망 사업자는 모바일 가상 이동 통신망 사업자에게 도매 가격으로 네트워크 서비스에 대한 액세스를 판매할 수도 있다.
이동 통신망 사업자의 주요 정의 특성은 이동 통신망 사업자가 규제 기관이나 정부 기관으로부터 무선 스펙트럼 라이선스를 소유하거나 이에 대한 액세스를 제어해야 한다는 것이다. 모바일 네트워크 사업자의 특징을 정의하는 두 번째 주요 특징은 허가된 스펙트럼을 통해 가입자에게 서비스를 제공하는 데 필요한 네트워크 인프라 요소를 소유하거나 제어해야 한다는 것이다.
이동 통신망 사업자는 일반적으로 필요한 프로비저닝, 청구 및 고객 관리 컴퓨터 시스템과 서비스 판매, 제공 및 청구에 필요한 마케팅, 고객 관리 및 엔지니어링 조직도 보유하고 있다. 그러나 이동 통신망 사업자는 이러한 시스템이나 기능을 아웃소싱할 수 있으며 여전히 이동 통신망 사업자로 간주된다.

## 같이 보기
- 이동 통신망 사업자 목록
- 가상 이동 통신망 사업자
- 통신회사